# Perchtoldsdorfer Hütereinzug

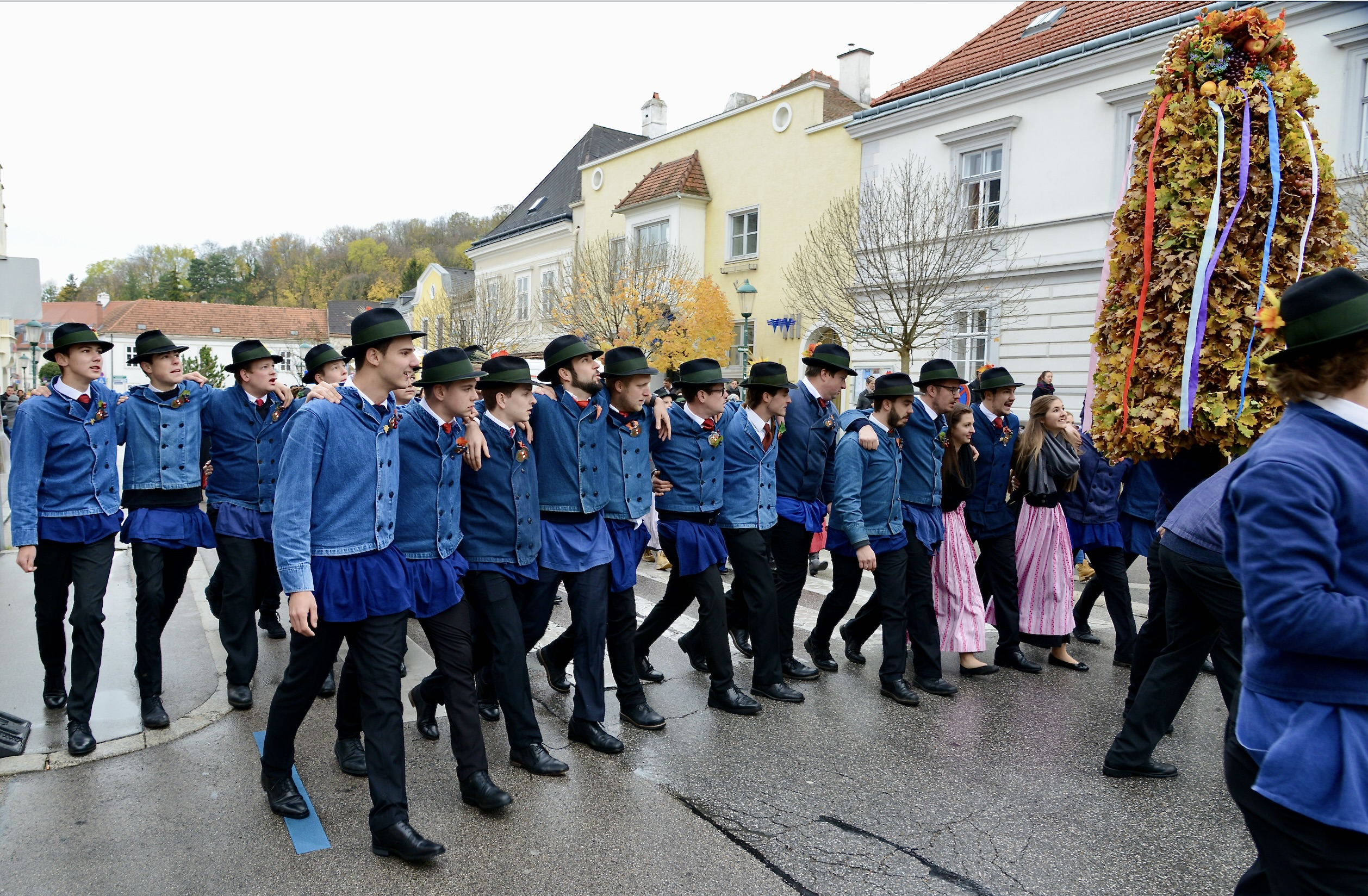
Perchtoldsdorfer Hiataeinzug, auf dem Weg zur Kirche, 2017

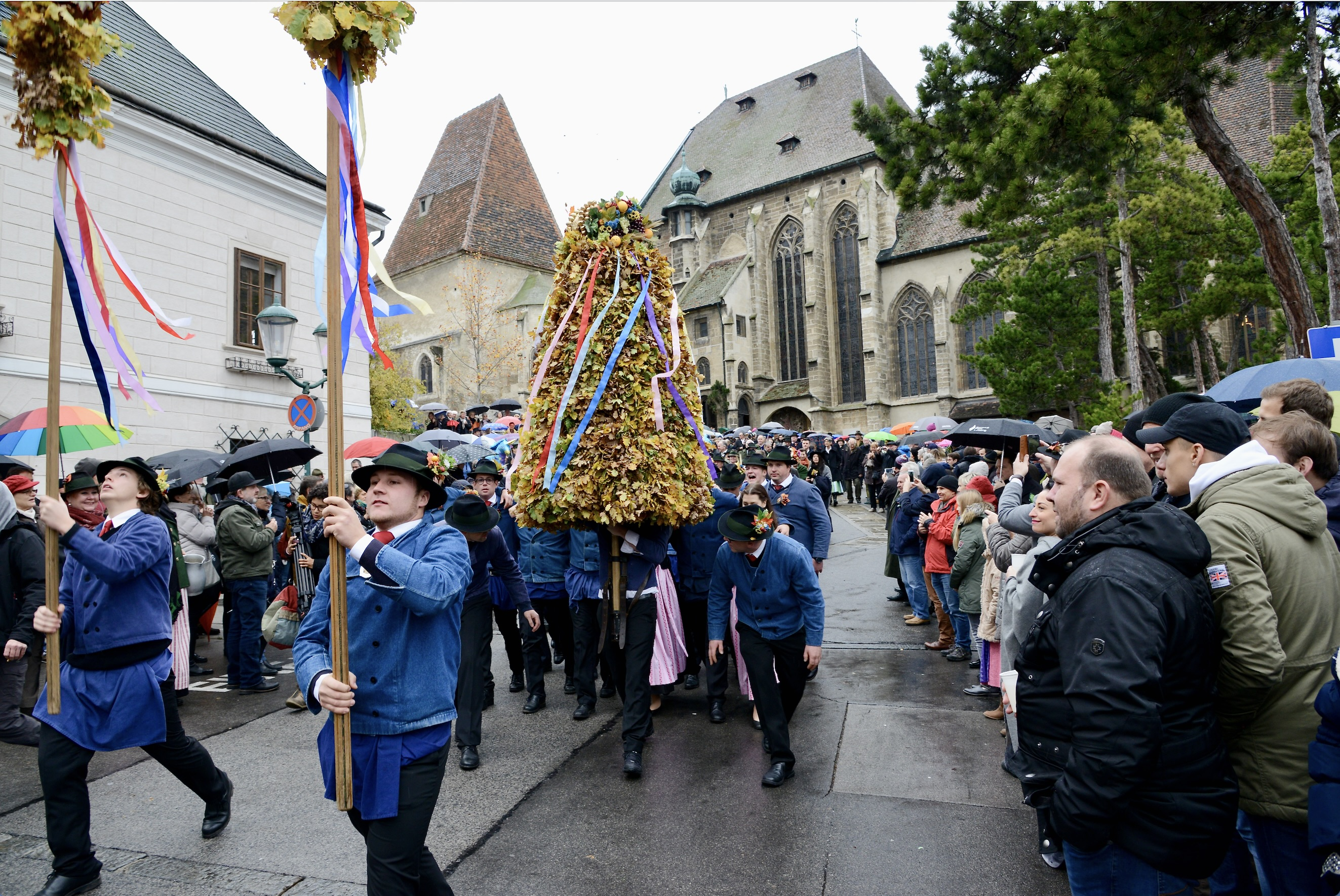
Perchtoldsdorfer Hiataeinzug, mit vorangetragener Pritschen, nach dem Kirchgang, 2017

Der Perchtoldsdorfer Hütereinzug, ortsüblich mit Petersdorfer Hiataeinzug benannt, ist ein traditionelles Erntedankfest der Weinhauer in der Marktgemeinde Perchtoldsdorf in Niederösterreich. Im Jahr 2010 wurde das Fest in die nationale Liste des Immateriellen Welterbes in Österreich aufgenommen.

## Weinhüter
Mit Hiata sind die Weinhüter gemeint, die während der Reifezeit der Trauben Tag und Nacht die Weingärten bewachen. Zum Zwecke der Übernachtung und als Unterstand bei Regen verfügen sie über eine Hiatahütte. Wenn auch die Bewachung heute nicht mehr notwendig ist, so wird der Brauch dennoch ausgeübt. Wenn die Weinlese beendet ist, ziehen die Hiatabuam mit einem großen Zeremoniell wieder in den Ort ein. Diese Feierlichkeiten haben ihre Ursprünge bereits im Mittelalter. Die ältesten Listen von Weinhütern stammen aus dem 16. Jahrhundert. Genaue Jahreszahlen sind aber keine bekannt. Fest steht, dass der Hiataeinzug im Jahr 1910, nachdem sich der Weinbau in Perchtoldsdorf nach starken Reblausschäden erholt hatte, eine Renaissance erlebte.

## Erntedankfest

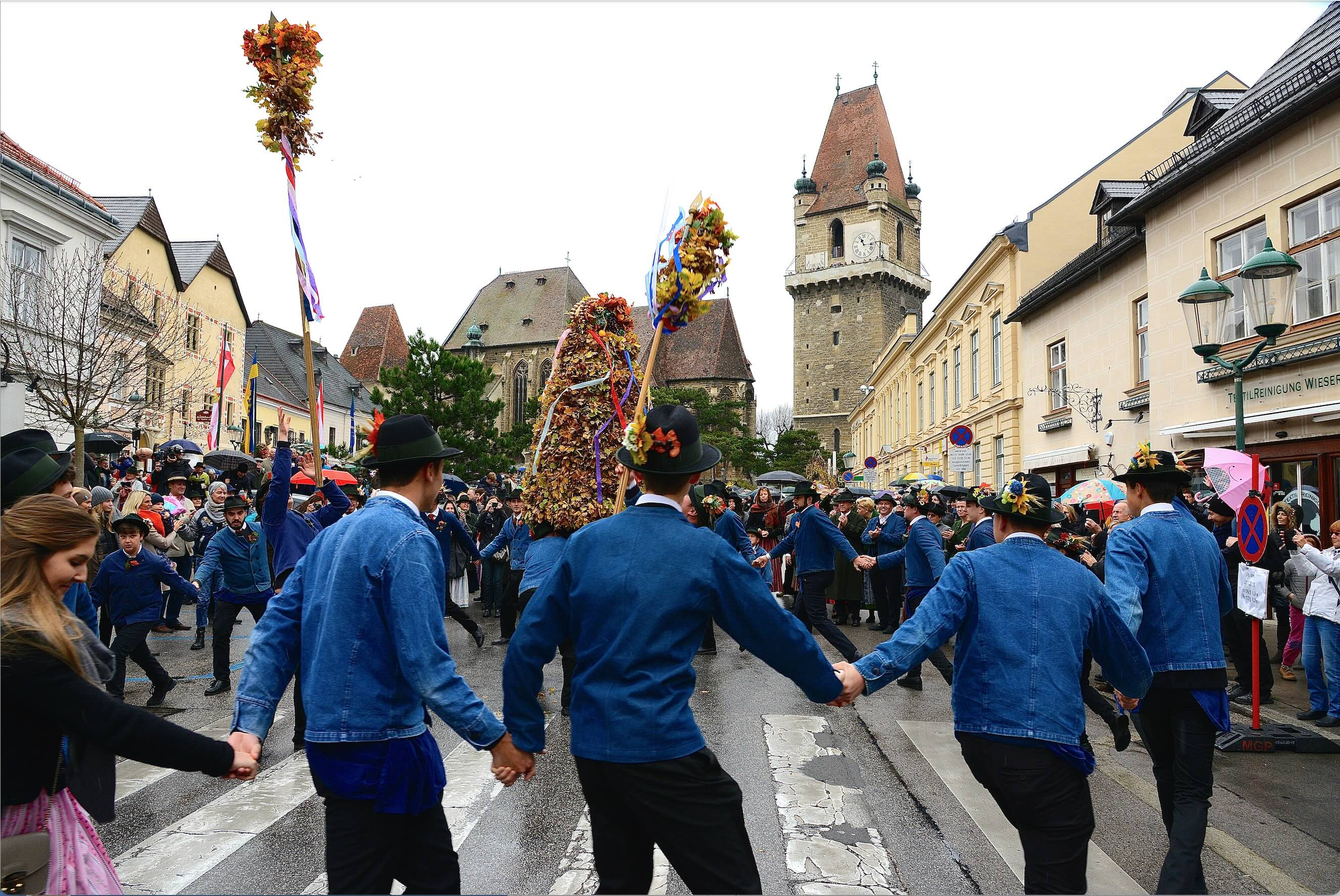
Tanz der Hiata nach dem Kirchgang, 2017

Der Termin für den Perchtoldsdorfer Hütereinzug ist jährlich mit dem Sonntag nach dem Namenstag des heiligen Leonhard am 6. November festgelegt. Schon die Vorbereitungsarbeiten, die in der Woche davor stattfinden, unterliegen einem festgeschriebenen Zeitplan.
Das Fest selbst beginnt bereits am Samstag mit der Vorfeier. Am Sonntag findet der eigentliche Hiataeinzug statt. Dabei reiten als Spitze des einziehenden Konvois drei Hiata auf geschmückten Pferden zur Pfarrkirche, gefolgt von der Hauermusik und den übrigen Hiatern, die die Hiatapritschen mittragen. Das ist ein über zwei Meter hohes Holzgestell, das in Form einer Pyramide mit Trauben behängt ist und noch mit Ähren verziert ist. Die Pritschen wird beim Tragen gedreht, d. h. tanzen lassen.
Der Zug führt zuerst zur Kirche und nach der heiligen Messe über den Marktplatz zum nahegelegenen Rathaus. Den Höhepunkt stellt das Singen der von den Weinhütern selbst verfassten Gstanzln dar, die sich humorvoll mit dem Geschehen des ganzen Jahres im Ort beschäftigen. Der Zug zieht dann weiter zum Haus des Hiatavaters, wo der Pritschenträger geehrt wird. Am Montag findet mit der Nachfeier ein Ausklang im Kreis des Hiatavaters statt.
Der Hütereinzug soll auch daran erinnern, dass im Jahr 1422 der Weinhüter Thomas beim Weißen Stein von Brauereigehilfen niedergeschlagen und danach von Weinhauern gerettet und gesund gepflegt wurde.